# Кубок Украинской ССР по футболу 1972
Очередной розыгрыш Кубка УССР состоялся в ноябре 1972 года. Участие принимали 27 команд мастеров. Обладателем Кубка стал житомирский «Автомобилист».

## Матчи турнира

### 1/16 финала
| Дата       | Команда 1                 | Счёт          | Команда 2                |
| ---------- | ------------------------- | ------------- | ------------------------ |
| 04.11.1972 | Спартак (Ивано-Франковск) | 2:2           | Локомотив (Винница)      |
| 05.11.1972 | Спартак (Ивано-Франковск) | 0:1           | Локомотив (Винница)      |
| 04.11.1972 | Буковина (Черновцы)       | 3:1           | Говерла (Ужгород)        |
| 04.11.1972 | СК Луцк                   | 0:1           | Таврия (Симферополь)     |
| 04.11.1972 | Авангард (Севастополь)    | 2:1           | Судостроитель (Николаев) |
| 01.11.1972 | Шахтёр (Горловка)         | 5:3 (по пен.) | Шахтёр (Макеевка)        |
| 04.11.1972 | Динамо (Хмельницкий)      | 1:3           | Строитель (Тернополь)    |
| 04.11.1972 | Звезда (Кировоград)       | 1:2           | Металлург (Жданов)       |
| 04.11.1972 | Фрунзенец (Сумы)          | 3:1           | Шахтёр (Кадиевка)        |
| 04.11.1972 | Строитель (Полтава)       | 1:0           | Химик (Житомир)          |
| 04.11.1972 | СК Чернигов               | 4:3           | Локомотив (Херсон)       |
| 04.11.1972 | Авангард (Ровно)          | 1:3           | Автомобилист (Житомир)   |

### 1/8 финала
| Дата       | Команда 1              | Счёт       | Команда 2              |
| ---------- | ---------------------- | ---------- | ---------------------- |
| 08.11.1972 | Локомотив (Винница)    | 3:0        | Буковина (Черновцы)    |
| 08.11.1972 | Таврия (Симферополь)   | 2:0        | Авангард (Севастополь) |
| 05.11.1972 | Шахтёр (Горловка)      | 3:4        | Шахтёр (Донецк)        |
| 08.11.1972 | Строитель (Тернополь)  | 0:3        | Кривбасс (Кривой Рог)  |
| 08.11.1972 | Фрунзенец (Сумы)       | 5:0        | Металлист (Харьков)    |
| 08.11.1972 | Строитель (Полтава)    | 2:0        | Металлург (Запорожье)  |
| 08.11.1972 | Автомобилист (Житомир) | 2:1 (д.в.) | СК Чернигов            |
| 08.11.1972 | Металлург (Жданов)     | 0:1        | Черноморец (Одесса)    |

### 1/4 финала
| Дата       | Команда 1              | Счёт | Команда 2            |
| ---------- | ---------------------- | ---- | -------------------- |
| 12.11.1972 | Шахтёр (Донецк)        | 5:2  | Таврия (Симферополь) |
| 12.11.1972 | Кривбасс (Кривой Рог)  | 0:1  | Локомотив (Винница)  |
| 12.11.1972 | Автомобилист (Житомир) | 1:0  | Строитель (Полтава)  |
| 12.11.1972 | Черноморец (Одесса)    | 1:1  | Фрунзенец (Сумы)     |
| 13.11.1972 | Черноморец (Одесса)    | 2:1  | Фрунзенец (Сумы)     |

### 1/2 финала
| Дата       | Команда 1           | Счёт | Команда 2              |
| ---------- | ------------------- | ---- | ---------------------- |
| 16.11.1972 | Локомотив (Винница) | 0:3  | Шахтёр (Донецк)        |
| 16.11.1972 | Черноморец (Одесса) | 1:2  | Автомобилист (Житомир) |

### Финал
| 19 ноября 1972 | \| Автомобилист (Житомир) \| 1:0 \| Шахтёр (Донецк) \| \| Котов 91′ \| Голы \| \| | Республиканский стадион, Киев |
| Автомобилист: Журба, Козинец, Белый, Кравчук, Горбач, Пестриков, Пинчук, Сладковский (Соловьёв, 55), Васютин, Несмеян (Котов, 73), Зеленский Главный тренер: Иосиф Лифшиц Шахтёр: Чанов, Яремченко, Курганов (Горбунов, 74), Белоусов, Губич, Кащей, Васин, Коньков, Прокопенко (Шевчук, 68), Дудинский (Ключик, 70), Сафонов Главный тренер: Олег Базилевич |                                                                                   |                               |
| Автомобилист (Житомир) | 1:0                                                                               | Шахтёр (Донецк)               |
| Котов 91′ | Голы                                                                              |                               |